# Trevor Rabin
Trevor Charles Rabin (* 13. ledna 1954, Johannesburg, Jihoafrická republika) je jihoafrický hudebník, hudební producent a skladatel. V dětství hrál na klavír a ve dvanácti přešel ke kytaře. Působil v několika amatérských skupinách až v roce 1972 založil kapelu Rabbitt, ve které působil do roku 1978. V roce 1977 vydal své první sólové album Beginnings. Roku 1982 se stal členem britské skupiny Yes, se kterou v následujících letech nahrál alba 90125 (1983), Big Generator (1987), Union (1991) a Talk (1994). Po odchodu ze skupiny se začal věnovat psaní filmové hudby.

## Sólová diskografie
- Trevor Rabin (1978)
- Face to Face (1979)
- Wolf (1981)
- Can't Look Away (1989)
- Live in LA (2003)
- 90124 (2003)
- Jacaranda (2012)

## Hudba k filmům
- Glimmer Man (1996)
- Con Air (1997)
- Tráva je zlatej důl (1998)
- Nepřítel státu (1998)
- Jack Frost (1998)
- Armageddon (1998)
- Útok z hlubin (1999)
- 60 sekund (2000)
- 6. den (2000)
- Vzpomínka na Titány (2000)
- Příběh malého slona (2000)
- Jedinečný (2001)
- Psanci Ameriky (2001)
- Rocker (2001)
- Texas Rangers (2001)
- Rockerky (2002)
- Česká spojka (2002)
- Mizerové II (2003)
- Klokan Jack (2003)
- Vymítač ďábla: Zrození (2004)
- Torque: Ohnivá kola (2004)
- Lovci pokladů (2004)
- 6. Batalion (2005)
- Pod nadvládou zla (2005)
- Návrat pana Ripleyho (2005)
- Coach Carter (2005)
- Záchranáři (2006)
- Rytíři nebes (2006)
- Hadi v letadle (2006)
- Gang v útoku (2006)
- Cesta za vítězstvím (2006)
- Pirát silnic (2007)
- Lovci pokladů 2: Kniha tajemství (2007)
- Dostaňte agenta Smarta (2008)
- 12 kol (2009)
- Útěk na Horu čarodějnic (2009)
- G-FORCE (2009)
- Čarodějův učeň (2010)
- 5 Days of War (2011)
- Jsem číslo čtyři (2011)